# Банско Врпоље
Банско Врпоље (до пописа 2011. Врпоље Банско) је насељено мјесто у општини Двор, у Банији, Сисачко-мославачка жупанија, Република Хрватска.

## Историја
Банско Врпоље се од распада Југославије до августа 1995. године налазило у Републици Српској Крајини.

## Становништво
Насеље је према попису становништва из 2011. године имало 65 становника.
| Националност       | 1991. | 1981. | 1971. | 1961. |
| Срби               | 173   | 202   | 273   | 359   |
| Југословени        | 4     | 12    |       |       |
| Хрвати             | 3     | 2     |       |       |
| Муслимани          |       |       | 1     |       |
| остали и непознато | 2     | 1     |       | 5     |
| Укупно             | 182   | 217   | 274   | 364   |

| Демографија | Демографија | Демографија |
| Година      | Становника  | Становника  |
| ----------- | ----------- | ----------- |
| 1961.       | 364         |             |
| 1971.       | 274         |             |
| 1981.       | 217         |             |
| 1991.       | 182         |             |
| 2001.       | 102         |             |
| 2011.       |             | 65          |